# Tenuidactylus elongatus
Espèce
Synonymes
- Gymnodactylus elongatus Blanford, 1875
- Cyrtopodion elongatum (Blanford, 1875)
- Cyrtopodion elegans Rösler 1995: 152 (nomen subst.)
- Cyrtopodion elongatus Böhme 1985
- Cyrtopodion elongatum Frost 2007

Statut de conservation UICN

 LC  : Préoccupation mineure
Tenuidactylus elongatus est une espèce de geckos de la famille des Gekkonidae.

## Répartition
Cette espèce se rencontre au Gansu et au  Xinjiang en Chine et en Mongolie.

## Publication originale
- Blanford, 1875 : List of Reptilia and Amphibia collected by the late Dr. Stoliczka in Kashmir, Ladák, eastern Turkestán, and Wakhán, with descriptions of new species. The journal of the Asiatic Society of Bengal, vol. 44, part. 2, no 3, p. 191-196 (texte intégral).